# Пролетарская улица (Калуга)
Пролетарская улица — улица в исторической части Калуги, проходит от улицы Максима Горького к кварталам жилой застройки у реки Яченки.

## История
На градостроительном плане Калуги 1778 года в распланированную территорию не вошла, однако довольно быстро, уже в начале XIX века, оказалась в городской черте.
Современная улица включает в себя две прежние — Солдатскую и Грачевскую. С установлением советской власти улица Солдатская была переименована в Пролетарскую, Грачевская — в Белинского, но скоро вся улица стала Пролетарской.
Застройка улицы представляла собой, в основном, одноэтажный деревянный частный сектор, в которую были включены отдельные оригинальные памятники архитектуры — дом А. В. Домогацкого, дом Шапошниковых, дом с мезонином. Постепенно улица застраивается новыми домами по типовым проектам.

## Достопримечательности
д. 88 — Городская усадьба — главный дом, хозяйственные постройки, амбар (все постройки утрачены, усадьба находилась на месте детского сада № 88 «Алые Паруса»)
Сварщик (жанровая скульптура у д. 40)